# Textilní tkáňový nosič
Textilní tkáňový nosič (angl.: textile scaffold, něm.: Gewebegerüst) je vysoce porézní matrice  z textilních materiálů vhodná k nasazení buněk, které se rozmnožují a vedou k tvorbě živé tkáně.

## Význam tkáňových nosičů
Tkáňové nosiče s textilní strukturou jsou jeden ze tří druhů, na kterých se zakládá tkáňové inženýrství. Vedle textilních se používají nosiče vyrobené ze syntetické pěny a  trojdimenzionálním tiskem. Hodnota celosvětové výroby umělých tkání se odhaduje v roce 2022 na 24 miliard USD. Více než polovina výrobků pochází ze severní Ameriky, Evropa se podílí na celkovém množství asi 31 %.

## Vlastnosti
Textilní nosiče jsou známé od začátku 80. let s prvními kožními implantáty. V následujících 40 letech byly vyvinuty tkáňové nosiče pro řadu tělesných orgánů s velmi rozdílnými požadavky na vlastnosti nosiče. 
Vedle mechanických vlastností jsou bezpodmínečně požadovány: nejedovatost, sterilita, biologická kompatibilita a odbouratelnost , porozita, absorpce, jemnost a mnoho dalších.

## Příprava textilních tkáňových nosičů

### Materiál
Výrobky tkáňového inženýrství obsahují průměrně 54 % biologických látek a 16 % syntetických materiálů (převážně textilií).
Z textilních materiálů jsou to především:
- Hedvábná vlákna se dají použít v různých formách na tkáně šlach. Roztok z regenerovaného hedvábí se zpracovává hlavně elektrostaticky na  nanovlákna, mokrým zvlákňováním a lyofilizací. Použití ve tkáňovém inženýrství je mnohostranné - od kostních, cévních až po nervové tkáně.
- Keratinový protein extrahovaný z  ovčí vlny se začal používat teprve ve 2. dekádě 21. století. Připravuje se  elektrostatickým zvlákňováním a lyofilizací. Použití:  vazivové tkáně
- Viskózová nanovlákna se  používají na kostní tkáně a ve směsi s kolagenem se počítá s použitím na nervové tkáně.
- Polyester se nesnadno odbouratelný, použití se proto omezuje jen na některé implantáty šlach. Ve stádiu vývoje jsou biologicky odbouratelné polymery jako polylaktidová vlákna nebo poly-ε-kaprolakton (PCL).[3]

### Textilní struktury
Jak naznačuje následující tabulka, připravuje se většina tkáňových nosičů z plošných textilií. Na těch se v roce 2018 podílely netkané textilie 64 % a tkaniny asi 15 %.

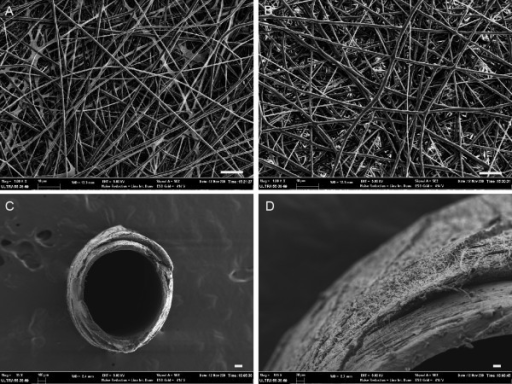
Tkáňové nosiče a nervové tkáně z elektrostaticky vyrobených nanovláken (PCL)

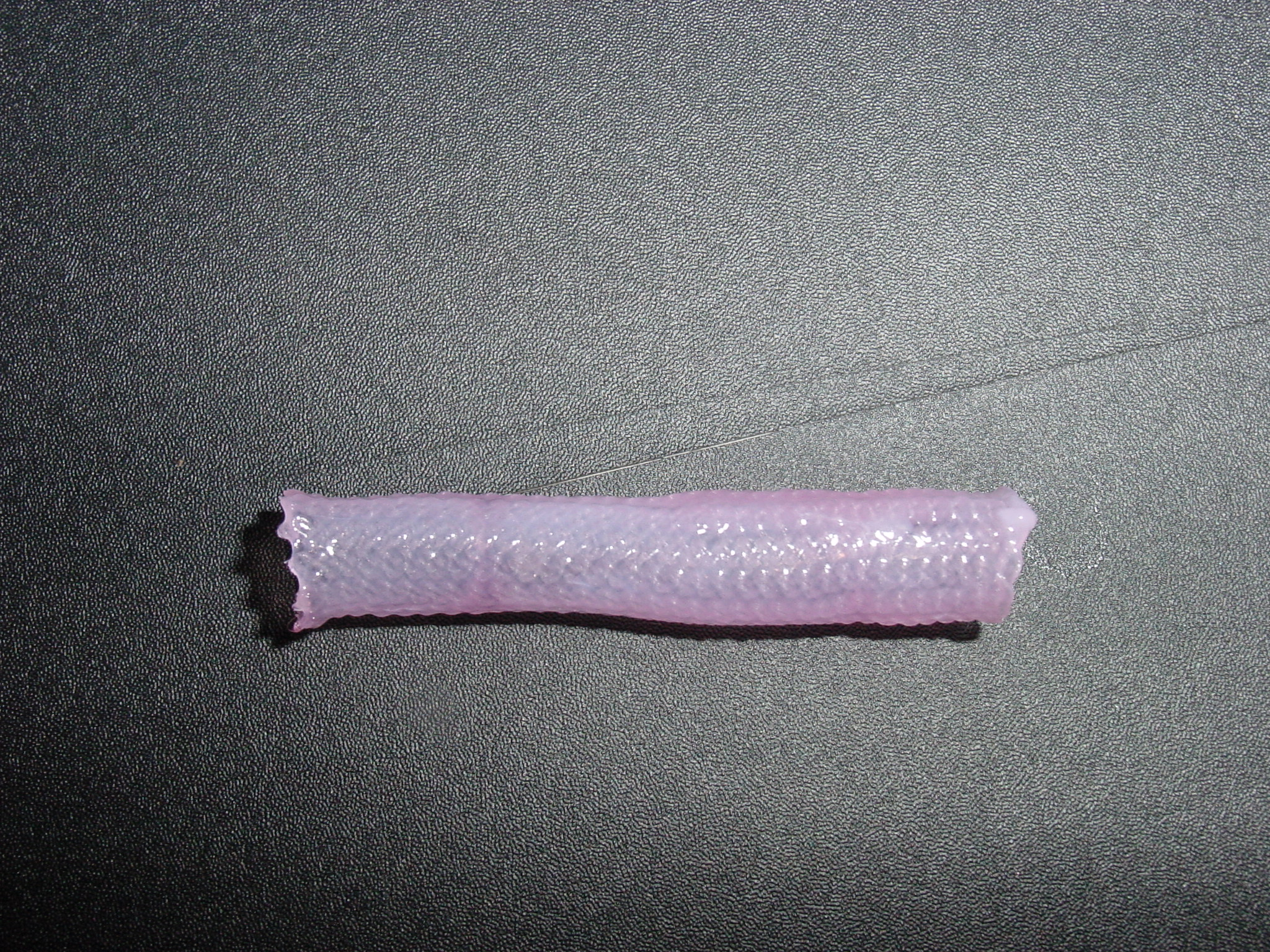
Cévní protéza (tkáňový nosič z osnovní pleteniny)

| Tělesný orgán   | Tkáňový nosič                       | Tkáňový nosič      | Tkáňový nosič      | Tkáňový nosič | Tkáňový nosič | Tkáňový nosič |
| Tělesný orgán   | způsob textilní výroby              | velikost pórů (µm) | porézní plocha (%) |               |               |               |
| moč. měchýř     | netkané t.                          | 10-1000            | 40-95              |               |               |               |
| krevní cévy     | tkaní, pletení splétání, netkané t. | 10-1000            | 30-95              |               |               |               |
| kosti           | netkané t. , (pěna)                 | 0,5-1000           | 0-90               |               |               |               |
| chrupavky       | netkané t.                          | 10-1000            | 40-90              |               |               |               |
| zuby            | (pěna), netkané t.                  | 0,5-1000           | 0-90               |               |               |               |
| srdeční chlopně | tkaní, netkané t.                   | 0,5-1000           | 30-95              |               |               |               |
| šlachy          | tkaní, netkané t.                   | 0,5-1000           | 30-95              |               |               |               |
| vaziva          | výroba příze,splétání               | 0,5-1000           | 30-90              |               |               |               |
| játra           | (pěna), netkané t., (3D)            | 0,5-1000           | 0-90               |               |               |               |
| nervy           | (pěna), netkané t.                  | 0,5-1000           | 0-90               |               |               |               |
| pokožka         | (pěna), tkaní                       | 0,5-1000           | 0-90               |               |               |               |